# La bisarca (film)
La bisarca è un film del 1950 diretto da Giorgio Simonelli. È una commedia musicale fantastica tratta dall'omonima trasmissione radiofonica di Pietro Garinei e Sandro Giovannini del 1949, che utilizza l'espediente del sogno per mettere in scena uno scenario futuro apocalittico.

## Produzione
Il film è stato tratto dall'omonima trasmissione radiofonica di Pietro Garinei e Sandro Giovannini, in onda per due stagioni dal 1949 al 1951.
Dalla trasmissione radio venne tratta anche una rivista teatrale, messa in scena per la prima al Teatro Sistina di Roma. La pellicola venne girata negli studi Titanus alla Farnesina.

## Critica
(Fantafilm)